# The Moonlights
The Moonlights is een Nederlandse muziekgroep uit Groesbeek.
De groep werd in 1980 opgericht en bestaat uit de zussen Angelien Liebers (keyboard/accordeon/zang) en Helen Liebers (gitaar/zang) (dochters van Wim Liebers van The Sunstreams) en werd later aangevuld met Sascha Pouwels (drums/zang). In 1990 werd hun fanclub opgericht die meer dan 500 leden heeft. Helen Liebers heeft in 2012 de groep verlaten. The Moonlights bestaat sindsdien nog steeds uit Angelien Liebers en Sascha Pouwels. Zij kregen in 2021 een Eervolle Onderscheiding uitgereikt door de burgemeester van Gemeente Berg en Dal voor een grote staat van dienst in de culturele en muzikale sector voor 40 jaar The Moonlights.

## Discografie

### Albums
- 1981 - Groesbeeks Plat 2 (Huuske beej 't wald & Alde foto's)
- 1993 - Donkerrode Rozen (Bunny Music BV - BUCD 9312) - Producer Ad Kraamer.
- 1996 - Blijf Bij Me (Bunny Music BV - BUCD 9386) - Producer Ad Kraamer.
- 1999 - Gelukkig Zijn (Dino Music BV - DNCD 99662)
- 2001 - Dromen Komen Uit (Marlstone Music. BV. – CDL 2118)
- 2001 - Liefdes Geluk (Dino Music BV.)
- 2003 - Maar Toen Kwam Jij (Marlstone Music. BV. – CDL 2320)
- 2005 - Bedankt Voor Alle Jaren (Marlstone Music. BV.)
- 2010 - Echte Vriendschap (Marlstone Music. BV.)
- 2022 - Speel voor mij nog een keer (Marlstone Music. BV.)
- 1993 - Heden / Div. Verzamel CD Albums (o.a. De Klompen versie)

### Singles
- 1993 - Hoe zal het leven zijn voor jou mijn kind
- 1994 - Zie jij die voordeur daar
- 1995 - Jij Alleen
- 1997 - Ik vind je leuk zoals je bent
- 2021 - Kijk niet naar morgen
- 2002 - Acropolis Adieu (Griekse Hitmedley)
- 2005 - Kleine Jongen
- 2018 - Mijn engel bij de sterren - (Semi Live Single) - The Moonlights & Old Sunstreams

### DVD
- Verzamel DVD - Laat me maar alleen